# Duško Ivanović
Duško Ivanović (cyr. Душко Ивановић, ur. 1 września 1957 w Bijelim Polju) – czarnogórski koszykarz występujący na pozycjach rzucającego obrońcy lub niskiego skrzydłowego, po zakończeniu kariery zawodniczej – trener koszykarski.
Karierę zawodnika zaczął w KK Jedinstvo – Bijelo Polje. W późniejszych latach grał w KK Budućnost, KK Jugoplastika, Valvi Girona, CSP Limoges i we Fryburgu. Z Jugoplastiką dwukrotnie wygrał Euroligę (w 1989 i 1990).
Karierę trenerską zaczął w Sisley Fribourg w sezonie 1993/94. Był wtedy graczem i zarazem drugim trenerem. W latach 1994/95 był drugim trenerem Valvi Girona. Później trenował Fribourg Olympic (1995/99), Reprezentację Szwajcarii (1997/2000), CSP Limoges (1999/2000), TAU Cerámica (2000/05). Do 14 lutego 2008 prowadził sekcje koszykarską zespołu FC Barcelona.
Jako trener wygrał z CSP Limoges Puchar Koracia w 2000 roku i 2 razy był finalistą Euroligi z TAU Ceramicą w 2001 i 2005.
Wziął udział w Referendum niepodległościowym w Czarnogórze.
15 listopada 2021 został zwolniony przez klub Saski Baskonia.

## Osiągnięcia
Na podstawie, o ile nie zaznaczono inaczej.

### Zawodnicze
Drużynowe
- Mistrz:
  - Pucharu Europy Mistrzów Krajowych (1989, 1990)
  - Jugosławii (1988–1990)
- Zdobywca:
  - pucharu Jugosławii (1990)
  - superpucharu Jugosławii
- Finalista Pucharu Jugosławii (1988, 1989)

Indywidualne
- Lider strzelców ligi jugosłowiańskiej (1983)[3]

### Trenerskie
Drużynowe
- Mistrz:
  - Hiszpanii (2002, 2010, 2020[a]
  - Francji (2000)
  - Szwajcarii (1997–1999)
- Wicemistrz:
  - Euroligi (2001, 2005)
  - VTB (2017)
  - Hiszpanii (2005, 2009)
  - Grecji (2015)
- Zdobywca Pucharu:
  - Koracia (2000)
  - Hiszpanii (2002, 2004, 2007, 2009)
  - Szwajcarii (1998, 1999)
  - Superpucharu Hiszpanii (2008)
  - Grecji (2015)
  - Francji (2000)
- Finalista Pucharu Hiszpanii (2003)
- 3. miejsce w Superpucharze Hiszpanii (2006)
- 4. miejsce w Superpucharze Hiszpanii (2007)
- Uczestnik:
  - TOP 8 Euroligi (2015)
  - Eurobasketu (2015 – 23. miejsce)

Indywidualne
- Trener Roku:
  - AEEB (Asociación Española de Entrenadores de Baloncesto – 2001)
  - francuskiej ligi LNB Pro A (2000, 2002)
  - hiszpańskiej ACB (2009)
- Trener drużyny Północy podczas meczu gwiazd ACB (2003)